# ۶۳۷ (قمری)
۶۳۷ (قمری)، ششصد و سی و هفتمین سال در گاهشماری هجری قمری است. اول محرم این سال برابر با دوم اوت سال ۱۲۳۹ میلادی است.